# Lautaro Fedele
Lautaro Fedele (Hudson, Buenos Aires, Argentina; 14 de julio de 2001) es un futbolista argentino que se desempeña como extremo y juega en Atlanta, de la Primera Nacional de Argentina.

## Trayectoria
Surgido de las categorías inferiores de Defensa y Justicia, hizo su debut profesional el 8 de mayo de 2021, en la derrota 5 a 0 frente a Atlético Tucumán, por la fecha 13 de la Copa de la Liga Profesional 2021.
Para el segundo semestre de 2022, salió como cedido a Dorados de Sinaloa, de la Liga de Expansión MX, donde disputó 4 partidos y convirtió 1 gol.
En 2024 es nuevamente cedido a préstamo, esta vez a San Martín de Tucumán, de la Primera Nacional. Debuta en su nuevo equipo el 11 de febrero, en la victoria 2 a 0 frente Deportivo Maipú, por la segunda fecha del Campeonato de Primera Nacional 2024. En dicho encuentro, Fedele anotó el segundo gol del conjunto tucumano.
Para 2025 es cedido a Atlanta para disputar el Campeonato de Primera Nacional 2025.

## Estadísticas

### Clubes
Actualizado hasta su último partido disputado el 31 de marzo de 2025.
| Club                         | Div.          | Temporada     | Liga  | Liga  | Liga   | Copas nacionales | Copas nacionales | Copas nacionales | Copas internacionales | Copas internacionales | Copas internacionales | Total | Total | Total  |
| Club                         | Div.          | Temporada     | Part. | Goles | Asist. | Part.            | Goles            | Asist.           | Part.                 | Goles                 | Asist.                | Part. | Goles | Asist. |
| ---------------------------- | ------------- | ------------- | ----- | ----- | ------ | ---------------- | ---------------- | ---------------- | --------------------- | --------------------- | --------------------- | ----- | ----- | ------ |
| Defensa y Justicia Argentina | 1.ª           | 2021          | —     | —     | —      | 1                | 0                | 0                | —                     | —                     | —                     | 1     | 0     | 0      |
| Defensa y Justicia Argentina | 1.ª           | 2023          | 1     | 0     | 0      | 5                | 0                | 1                | —                     | —                     | —                     | 6     | 0     | 1      |
| Defensa y Justicia Argentina | 1.ª           | 2024          | —     | —     | —      | 2                | 0                | 0                | —                     | —                     | —                     | 2     | 0     | 0      |
| Defensa y Justicia Argentina | Total club    | Total club    | 1     | 0     | 0      | 8                | 0                | 1                | 0                     | 0                     | 0                     | 9     | 0     | 1      |
| Dorados de Sinaloa · México  | 2.ª           | 2022          | 4     | 1     | 0      | —                | —                | —                | —                     | —                     | —                     | 4     | 1     | 0      |
| Dorados de Sinaloa · México  | Total club    | Total club    | 4     | 1     | 0      | 0                | 0                | 0                | 0                     | 0                     | 0                     | 4     | 1     | 0      |
| San Martín (T) Argentina     | 2.ª           | 2024          | 41    | 4     | 4      | 1                | 0                | 0                | —                     | —                     | —                     | 42    | 4     | 4      |
| San Martín (T) Argentina     | Total club    | Total club    | 41    | 4     | 4      | 1                | 0                | 0                | 0                     | 0                     | 0                     | 42    | 4     | 4      |
| C. A. Atlanta Argentina      | 2.ª           | 2025          | 8     | 3     | 0      | —                | —                | —                | —                     | —                     | —                     | 8     | 3     | 0      |
| C. A. Atlanta Argentina      | Total club    | Total club    | 8     | 3     | 0      | 0                | 0                | 0                | 0                     | 0                     | 0                     | 8     | 3     | 0      |
| Total carrera                | Total carrera | Total carrera | 54    | 8     | 4      | 9                | 0                | 1                | 0                     | 0                     | 0                     | 63    | 8     | 5      |
| 1. 2.                        |               |               |       |       |        |                  |                  |                  |                       |                       |                       |       |       |        |